# Âmnio Anício Juliano
Âmnio Anício Juliano (em latim: Amnius Anicius Iulianus) foi um oficial romano do século IV, ativo durante o reinado dos imperadores Diocleciano (r. 284–305), Maximiano (r. 285–308; 310), Constâncio Cloro (r. 293–306), Galério (r. 293–311), Constantino (r. 306–337) e Licínio (r. 308–324).

## Vida

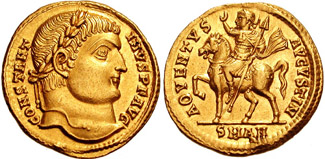
Soldo de Constantino r.

Quinto Aurélio Símaco compôs epigrama sobre ele, louvando sua riqueza, nascimento nobre e altos ofícios. Era talvez filho de Anício Fausto, irmão de Sexto Anício Paulino e pai de Âmnio Anício Paulino e Marco Anício Paulino. Ele é identificado com o procônsul da África que, em 302, recebeu um rescrito (uma resposta a um pedido para clarificação que Juliano havia enviado) de Diocleciano, que ordenou a supressão dos maniqueístas na África, acusados de estarem em contado com o Império Sassânida. Em 322, foi cônsul posterior com Petrônio Probiano, porém o consulado deles não foi reconhecido por Licínio no Oriente. Entre 13 de novembro de 326 e 7 de setembro de 329, foi prefeito urbano de Roma.